# Governo Thatcher III
Il governo Thatcher III è stato l'ottantasettesimo governo del Regno Unito in carica dal 13 giugno 1987 al 28 novembre 1990, durante la cinquantesima legislatura della Camera dei comuni.

## Storia
Guidato dal Primo ministro conservatore uscente Margaret Thatcher, questo governo venne formato e sostenuto dal solo Partito conservatore, che disponeva di 376 deputati su 650, ovvero il 57,8% dei seggi alla Camera dei comuni.
Il governo, formatosi in seguito alle elezioni generali anticipate del 1987, succedette al secondo governo Thatcher, costituito e sostenuto solamente dal Partito conservatore.
Durante lo scrutinio, il Partito conservatore perse alcuni seggi, ma si assicurò comunque, per la terza volta, una larga maggioranza assoluta; per questo, la regina Elisabetta II chiamò la Thatcher a formare un terzo gabinetto. Fu la prima volta dalla fine della seconda guerra mondiale che un Primo ministro formasse tre governi consecutivi.
Questo governo fu più instabile dei precedenti, poiché la Thatcher dovette procedere a cinque modifiche della sua composizione, oltre a una serie di dimissioni isolate; il più importante rimpasto di governo venne organizzato il 24 luglio 1989, quando nominò quattro nuovi ministri e cambiò l'incarico ad altri nove.
Il 2 novembre 1990, le dimissioni del vice primo ministro Geoffrey Howe, membro del gabinetto dal 1979, scatenò una rivolta interna ai Conservatori. L'ex-segretario di Stato Michael Heseltine sfidò allora la leader del partito, e durante il voto per la direzione organizzato il 20 novembre la Thatcher ottenne 204 voti su 372, contro i 152 del suo sfidante, ma avendo un vantaggio minore del 15% ella non poté essere proclamata vincitrice al primo turno.
La Thatcher decise allora di ritirarsi dalla corsa, rinunciando a guidare il Partito Conservatore e rassegnando le dimissioni da Primo Ministro del Governo Britannico; durante il secondo turno, tenuto il 27 novembre, il Cancelliere dello Scacchiere John Major sconfisse Heseltine e Douglas Hurd, ma senza una maggioranza assoluta. I due concorrenti allora decisero di ritirarsi, permettendogli il giorno successivo di formare il suo primo governo.

## Situazione Parlamentare
| Camera | Collocazione | Partiti | Seggi     |
| ------ | ------------ | --- | --------- |
| Camera | Maggioranza  | Conservatori (376) | 376 / 650 |
| Camera | Opposizione  | Laburisti (229), Liberal Democratici (22), Partito Nazionale Scozzese (3),Partito Unionista Democratico (3),Plaid Cymru (3),Partito Social Democratico e Laburista (3),Partito Unionista dell'Ulster (9),Indipendenti (1) | 274 / 650 |

## Composizione
| Carica                                                                | Titolare | Titolare | Titolare                              | Partito      |
| --------------------------------------------------------------------- | -------- | -------- | ------------------------------------- | ------------ |
| Primo ministro Primo lord del tesoro Ministro della funzione pubblica |          |          | Margaret Thatcher                     | Conservatore |
| Vice primo ministro                                                   |          |          | William Whitelaw (fino al 10/01/1988) | Conservatore |
| Vice primo ministro                                                   |          |          | vacante (fino al 24/07/1989)          | Conservatore |
| Vice primo ministro                                                   |          |          | Geoffrey Howe (fino al 02/11/1990)    | Conservatore |
| Cancelliere dello Scacchiere                                          |          |          | Nigel Lawson (fino al 26/10/1989)     | Conservatore |
| Cancelliere dello Scacchiere                                          |          |          | John Major                            | Conservatore |
| Lord cancelliere                                                      |          |          | Michael Havers (fino al 28/10/1987)   | Conservatore |
| Lord cancelliere                                                      |          |          | James Mackay                          | Conservatore |
| Lord presidente del Consiglio                                         |          |          | William Whitelaw (fino al 10/01/1988) | Conservatore |
| Lord presidente del Consiglio                                         |          |          | John Wakeham (fino al 26/10/1989)     | Conservatore |
| Lord presidente del Consiglio                                         |          |          | Geoffrey Howe (fino al 02/11/1990)    | Conservatore |
| Lord presidente del Consiglio                                         |          |          | Johan MacGregor                       | Conservatore |
| Lord custode del sigillo privato                                      |          |          | John Wakeham (fino al 10/01/1988)     | Conservatore |
| Lord custode del sigillo privato                                      |          |          | John Ganzoni                          | Conservatore |
| Affari esteri e Commonwealth                                          |          |          | Geoffrey Howe (fino al 24/07/1989)    | Conservatore |
| Affari esteri e Commonwealth                                          |          |          | John Major (fino al 26/10/1989)       | Conservatore |
| Affari esteri e Commonwealth                                          |          |          | Douglas Hurd                          | Conservatore |
| Interni                                                               |          |          | Douglas Hurd (fino al 26/10/1989)     | Conservatore |
| Interni                                                               |          |          | David Waddington                      | Conservatore |
| Difesa                                                                |          |          | George Younger (fino al 24/07/1989)   | Conservatore |
| Difesa                                                                |          |          | Tom King                              | Conservatore |
| Istruzione e scienza                                                  |          |          | Kenneth Baker (fino al 24/07/1989)    | Conservatore |
| Istruzione e scienza                                                  |          |          | John MacGregor (fino al 02/11/1990)   | Conservatore |
| Istruzione e scienza                                                  |          |          | Kenneth Clarke                        | Conservatore |
| Impiego                                                               |          |          | Norman Fowler (fino al 03/01/1990)    | Conservatore |
| Impiego                                                               |          |          | Michael Howard                        | Conservatore |
| Energia                                                               |          |          | Cecil Parkinson (fino al 24/07/1989)  | Conservatore |
| Energia                                                               |          |          | John Wakeham                          | Conservatore |
| Ambiente                                                              |          |          | Nicholas Ridley (fino al 24/07/1989)  | Conservatore |
| Ambiente                                                              |          |          | Chris Patten                          | Conservatore |
| Salute e servizi sociali (fino al 25/07/1988)                         |          |          | John Moore                            | Conservatore |
| Salute (dal 25/07/1988)                                               |          |          | Kenneth Clarke (fino al 02/11/1990)   | Conservatore |
| Salute (dal 25/07/1988)                                               |          |          | William Waldegrave                    | Conservatore |
| Commercio e industria Presidente del Board of Trade                   |          |          | David Young (fino al 24/07/1989)      | Conservatore |
| Commercio e industria Presidente del Board of Trade                   |          |          | Nicholas Ridley (fino al 14/07/1990)  | Conservatore |
| Commercio e industria Presidente del Board of Trade                   |          |          | Peter Lilley                          | Conservatore |
| Trasporti                                                             |          |          | Paul Channon (fino al 24/07/1989)     | Conservatore |
| Trasporti                                                             |          |          | Cecil Parkinson                       | Conservatore |
| Sicurezza sociale (dal 25/07/1988)                                    |          |          | John Moore (fino al 24/07/1989)       | Conservatore |
| Sicurezza sociale (dal 25/07/1988)                                    |          |          | Tony Newton                           | Conservatore |
| Scozia                                                                |          |          | Malcolm Rifkind                       | Conservatore |
| Galles                                                                |          |          | Peter Walker (fino al 04/05/1990)     | Conservatore |
| Galles                                                                |          |          | David Hunt                            | Conservatore |
| Irlanda del Nord                                                      |          |          | Tom King (fino al 24/07/1989)         | Conservatore |
| Irlanda del Nord                                                      |          |          | Peter Brooke                          | Conservatore |
| Cancelliere del Ducato di Lancaster                                   |          |          | Kenneth Clarke (fino al 25/07/1988)   | Conservatore |
| Cancelliere del Ducato di Lancaster                                   |          |          | Tony Newton (fino al 24/07/1989)      | Conservatore |
| Cancelliere del Ducato di Lancaster                                   |          |          | Kenneth Baker                         | Conservatore |
| Tesoro                                                                |          |          | John Major (fino al 24/07/1989)       | Conservatore |
| Tesoro                                                                |          |          | Norman Lamont                         | Conservatore |
| Agricoltura, pesca e alimentazione                                    |          |          | John MacGregor (fino al 24/07/1989)   | Conservatore |
| Agricoltura, pesca e alimentazione                                    |          |          | John Gummer                           | Conservatore |
| Chief whip                                                            |          |          | David Waddington (fino al 26/10/1989) | Conservatore |
| Chief whip                                                            |          |          | Tim Renton                            | Conservatore |
| Procuratore generale                                                  |          |          | Patrick Mayhew                        | Conservatore |